# Bernard Hinault
Bernard Hinault (Yffiniac, 1954. november 14. –) francia profi kerékpáros. Ötször nyerte meg a Tour de France-t, ezzel egyike annak az öt versenyzőnek, akiknek ez sikerült. Háromszor diadalmaskodott a Giro d’Italián és kétszer a Vuelta a Españán.

## Eredményei
| 1972 1., Francia országúti bajnokság - Mezőnyverseny - Juniorok 1974 2., összetettben - Route de France - U23 1975 1., összetettben - Circuit Cycliste Sarthe 2. - Párizs-Bourges 1976 1., összetettben - Circuit Cycliste Sarthe 1., 3. szakasz 1., összetettben - Tour du Limousin 1., 1. szakasz 1., összetettben - Tour d'Indre-et-Loire 1., 2/b szakasz 1., összetettben - Tour de l'Aude 1., 1. szakasz 1. - Párizs-Camembert 1977 1., összetettben - Critérium du Dauphiné Libéré 1., 1. szakasz 1., 5. szakasz 1., összetettben - Tour du Limousin 1., 1. szakasz 1. - Liège–Bastogne–Liège 1. - Gent–Wevelgem 1. - GP des Nations 2., összetettben - Tour d'Indre-et-Loire 1., 2/b szakasz 2., összetettben - Route du Sud 2. - GP des Herbiers 1978 1., Francia országúti bajnokság - Mezőnyverseny 1., összetettben - Tour de France 1., 8. szakasz 1., 15. szakasz 1., 20. szakasz 1., összetettben - Vuelta ciclista a España 1., Prológ 1., 11/b szakasz 1., 12. szakasz 1., 14. szakasz 1., 18. szakasz 1., összetettben - Critérium International 1., 3. szakasz 1. - Circuit de l'Aulne 1. - GP des Nations 2., összetettben - Párizs–Nizza 3. - Giro di Lombardia 1979 1., összetettben - Tour de France 1., pontverseny 1., 2. szakasz 1., 3. szakasz 1., 11. szakasz 1., 15. szakasz 1., 21. szakasz 1., 23. szakasz 1., 24. szakasz 1., összetettben - Critérium du Dauphiné Libéré 1., 3. szakasz 1., 5/b szakasz 1., 6. szakasz 1., 7/b szakasz 1., összetettben - Tour de Picardie 1., Prológ 1. - Circuit de l'Aulne 1. - Circuit de l'Indre 1. - GP des Herbiers 1. - GP des Nations 1. - Giro di Lombardia 2., Francia országúti bajnokság - Mezőnyverseny 2., összetettben - Critérium International 1., 3. szakasz 2., összetettben - Tour de Luxembourg 1., 3. szakasz 2. - Liège–Bastogne–Liège 3., összetettben - Route du Sud | 1980 1., Országútikerékpár-világbajnokság - Férfi mezőnyverseny 1., összetettben - Giro d’Italia 1., 14. szakasz 1., Prológ, 4. és 5. szakasz - Tour de France 1., összetettben - Tour de Romandie 1. - Liège–Bastogne–Liège 1., 1/b szakasz - Route du Sud 1., Prológ és 3. szakasz - Tour de l’Aude 1., 1. szakasz - Tour du Limousin 1., 3. szakasz - Critérium International 2., Francia országúti bajnokság - Mezőnyverseny 2. - Circuit de l’Aulne 1981 1., összetettben - Tour de France 1., Prológ 1., 6. szakasz 1., 14. szakasz 1., 18. szakasz 1., 20. szakasz 1., összetettben - Critérium du Dauphiné Libéré 1., 4. szakasz 1., 5. szakasz 1., 6. szakasz 1., 7. szakasz 1., összetettben - Critérium International 1., 1. szakasz 1., 2. szakasz 1., 3. szakasz 1. - Párizs–Roubaix 1. - Circuit de l’Aulne 1. - Amstel Gold Race 1., 1. szakasz - Tour Méditerranéen 1., 14. szakasz - Coors Classic 3., Országútikerékpár-világbajnokság - Férfi mezőnyverseny 3. - GP Eddy Merckx 3., összetettben - Tour de Corse |